# Jules Vuy
Jules Vuy (ou Vuÿ ou Vüy ; né le 21 septembre 1815 à Copponex et mort le 15 février 1896 à Carouge, canton de Genève) est un juriste, écrivain, historien et homme politique suisse.

## Biographie

### Famille
Jules Jean François Marie Vuy naît le 21 septembre 1815 à Malbuisson, commune de Copponex, proche de Cruseilles en Haute-Savoie (à une vingtaine de kilomètres de Genève). Il est le fils du chirurgien François-Auguste Vuy (ou Auguste Vuy, qui fut maire de Copponex et de Carouge) et de son épouse Madeleine Gazel. La famille Vuy est savoyarde, elle obtient la naturalisation genevoise en 1829. Il a un frère de deux ans plus âgé, Alphonse, qui meurt en 1850,.

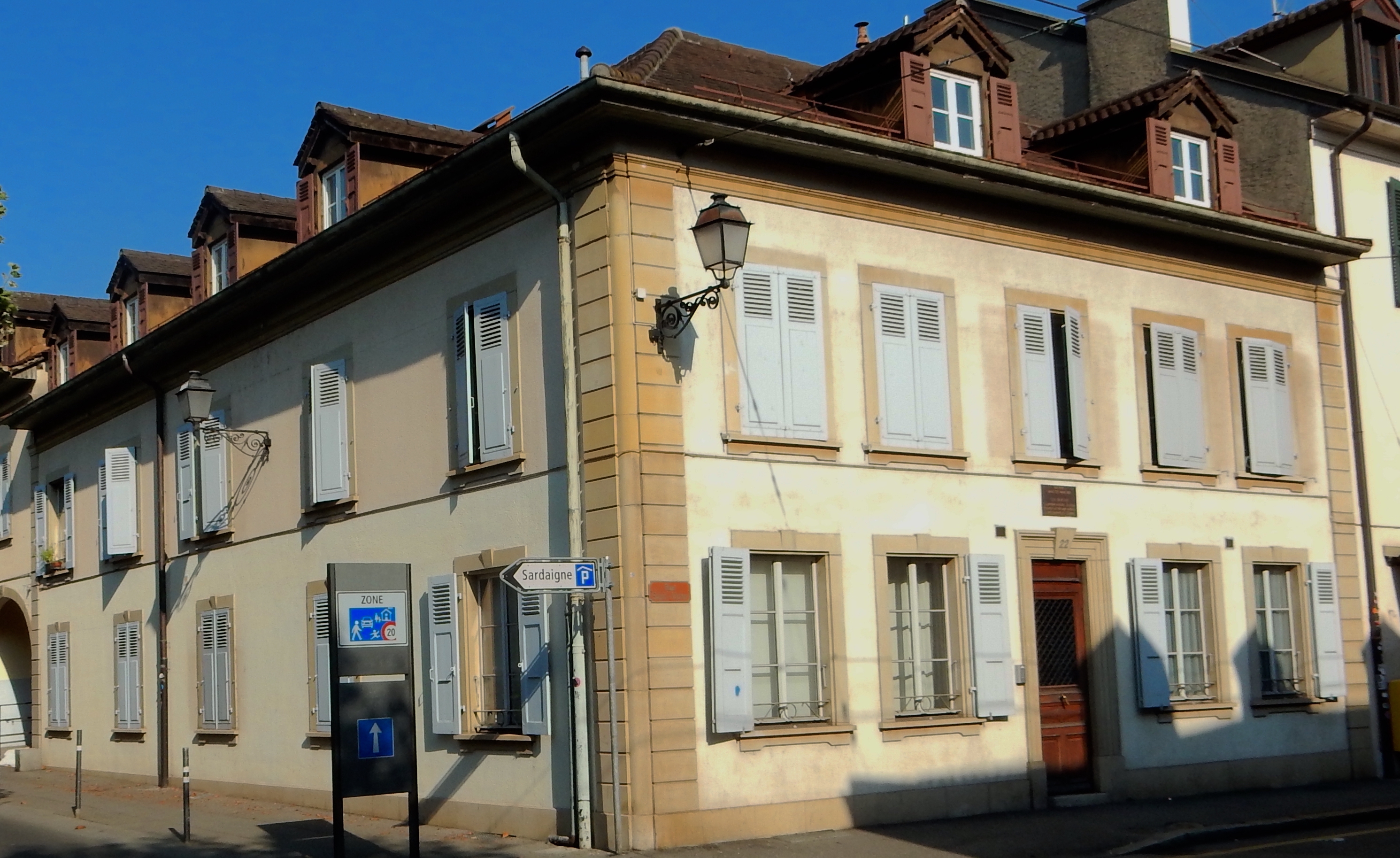
Carouge, rue Saint-Victor no 22.

La famille Vuy habite durant près d’un siècle la « maison Chossat » à la rue Saint-Victor no 22, à l’angle de la place du Temple. Ce bâtiment de style Louis XVI abritait anciennement l’auberge du Grand-Cerf, puis il est acheté par la famille Chossat. Le docteur François Vuy achète cette maison (années 1820s ?). Jules Vuy « y tenait un véritable cénacle, où se réunissaient fréquemment Amiel, Albert Richard (de), Eugène Ritter (de), etc. ». Dufour y installe en 1838 le premier Bureau topographique fédéral. Le bâtiment est menacé de destruction en 1956,,.
Jules Vuy épouse en 1850 Marie-Antoinette Carron (1826-1893),, une petite-nièce du général Dessaix,. Ils ont trois enfants connus : Alphonse (1851-1890, qui reçoit le prénom de son oncle récemment décédé),, Adélaïde (1853-1941),, et Clotilde (1861-1873) qui meurt à l’âge de 11 ans,,. Une poésie dédiée à Clotilde paraît dans les Nouveaux échos des bords de l'Arve en 1878. Alphonse Vuy devient juriste (avocat puis greffier au Tribunal de commerce dès 1879), politicien (parti démocratique, puis radical, député au Grand-Conseil), et écrivain. Il meurt à 39 ans à la suite d’une longue maladie,. Après cette « cruelle épreuve », son père Jules Vuy se retire des affaires,. Adélaïde Vuy n’a pas été mariée, lors de son décès à Carouge en 1941 elle est « propriétaire à Malbuisson, près de Cruseilles » (lieu de naissance de son père). Elle « était très dévouée pour les œuvres ».

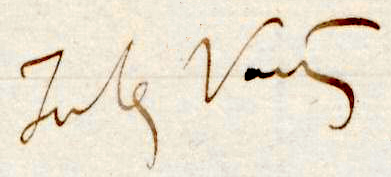
Signature lors du mariage en 1850.

L'année 1850 compte plusieurs événements importants dans la vie de Jules Vuy : il publie en janvier ses Échos des bords de l'Arve, il épouse en juillet Marie-Antoinette Carron, et son frère aîné et aimé Alphonse meurt début octobre. De plus, il défend Louis-Frédéric Richard, à qui on reproche le meurtre d’un vieillard au Grand-Saconnex ; d’avril à juin, il étudie le dossier monumental réuni par le juge d’instruction (plus de 600 témoins interrogés sur des vols et voies de fait, dont plus de 200 appelés au procès), il rend fréquemment visite à celui qui a déjà passé un an et demi en détention préventive, gagne sa confiance et finalement ses aveux, il dépose une demande de grâce au Grand-Conseil (que seuls une dizaine de députés soutiendront, dont le général Dufour). Luc Weibel remarque en 1991 que « à travers eux (les témoins), c'est tout un monde qui revit sous nos yeux. Celui des travailleurs des Voirons et de la proche vallée de l’Arve qui, liés à leurs villages et à leurs terres, n’en avaient pas moins avec Genève et sa région des relations étroites ».
Jules Vuy meurt le 15 février 1896 à Carouge,,, trois ans après sa femme. Leur fille Adélaïde Vuy a alors 43 ans.

### Études et carrière
Jules Vuy étudie trois ans à Carouge dans une école lancastérienne, puis au Collège de Genève en section classique en 1828, et à l’Auditoire de Belles-Lettres en 1830. Il part étudier la philosophie à l'Université de Heidelberg, avec pour compagnon de route Jacques Adert. Il obtient son doctorat en août 1837. Il termine ses études à l'Université de Genève en 1838 avec une licence en droit. Il travaille comme avocat de 1838 à 1862, puis comme notaire de 1862 à 1887. Il est juge suppléant au tribunal civil de 1848 à 1850, puis à la Cour de justice de 1850 à 1854. Il est juge à la cour de cassation de 1854 à 1858, qu'il présidera de 1872 à 1876.

## Parcours politique

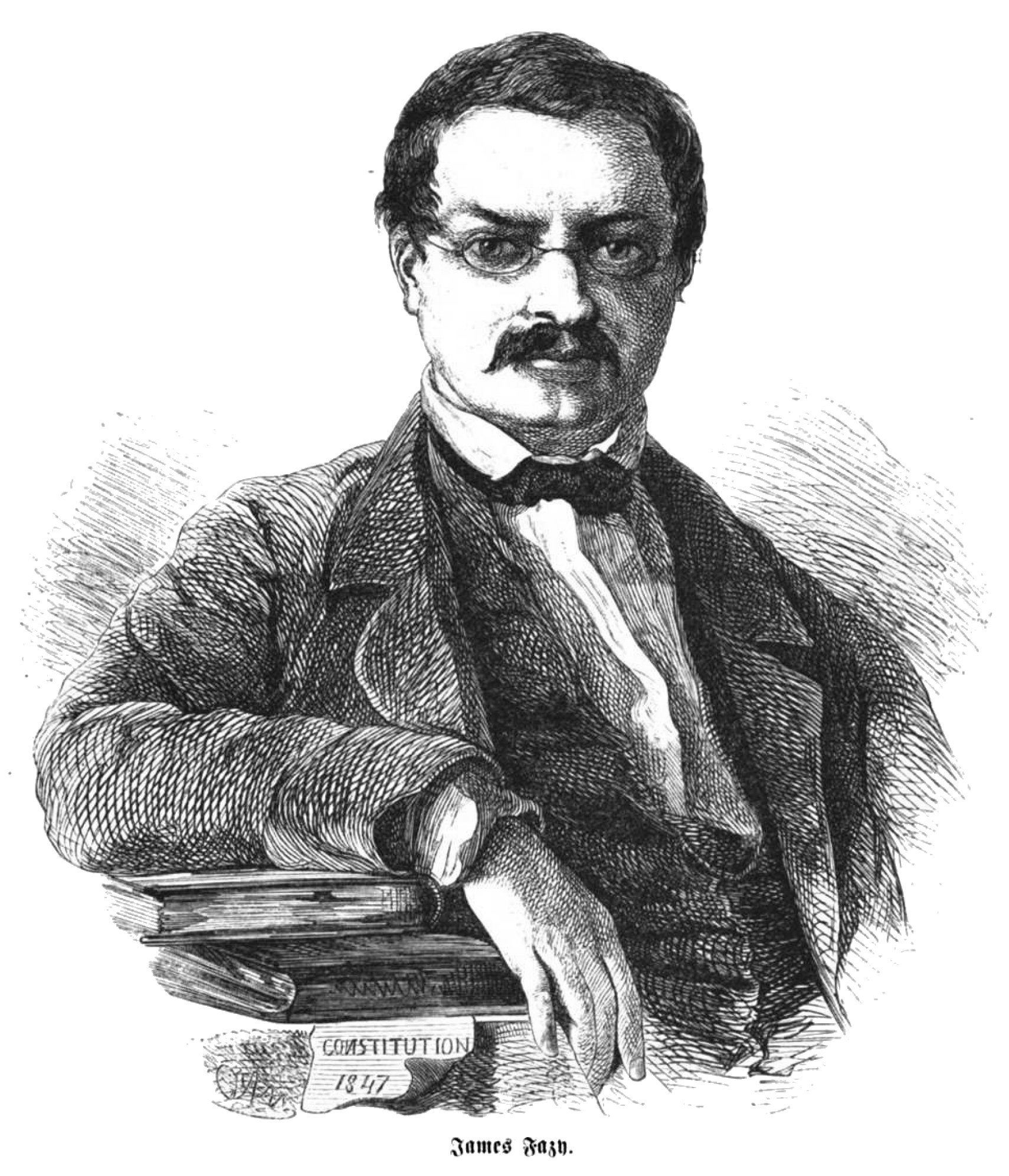
James Fazy.

Jules Vuy a été élu à diverses positions : au niveau communal à Carouge entre 1854 et 1870, au niveau cantonal entre 1842 et 1870 et au niveau fédéral entre 1857 et 1866. Il est membre du parti radical genevois, un mouvement dirigé par James Fazy. Il est considéré comme « l’un des principaux artisans de l’alliance entre les radicaux et une importante fraction des catholiques, rapprochés par une commune antipathie contre ce qui subsistait des institutions de l’ancienne Genève protestante » (après 1847).

### Niveau communal
Il est conseiller municipal de Carouge en 1854-1858 et 1866-1870 (législatif). Il ferait déjà partie des élus en 1842, selon le Journal de Genève.

### Niveau cantonal
Il est député radical au Grand Conseil de Genève de 1842 à 1846, de 1848 à 1850, de 1856 à 1859, et encore de 1861 au 21 mai 1870, date de sa démission. Il occupe la fonction de président en 1858-1859,, et de vice-président en 1856, 1861 et 1862. Il participe au projet de loi visant à abolir la peine de mort.
Il est conseiller d'État de 1859 à 1861, où il succède à Jean-Henri Duchosal. Il a dirigé le département de Justice et Police. En mai 1861, après l'agression contre le conseiller d'État James Fazy, il démissionne avec l'ensemble du Conseil d'État, puis est réélu début juin. Il refuse sa réélection en novembre 1861, pour des raisons de santé.
Jules Vuy est l’un des rares radicaux élus le 15 juin 1862 à l’Assemblée constituante dans le cadre d’un processus de révision totale de la Constitution genevoise de 1847.
En tant que représentant des Communes réunies, il est l'un des plus importants soutiens catholiques de James Fazy. Il était cependant en faveur d'un État laïc catholique dans lequel le clergé ne bénéficierait d'aucun avantage. Il s'oppose à Gaspard Mermillod quand celui-ci tente d'établir un monastère et un séminaire à Carouge en 1867, puis lorsqu'il devint évêque de Genève en 1872,.
Il est membre du conseil d'administration de la Caisse d'épargne de Genève de 1859 à 1891,.
L'association « La Jeune République » est fondée en 1868, elle se réclame du radicalisme et s'oppose à la politique anticléricale d'Antoine Carteret, elle compte des personnalités « attachées aux principes de (la Constitution de) 1847 », dont Henri Fazy, Carl Vogt, le docteur Jean-Henri Duchosal (de) et Jules Vuy.

### Niveau fédéral
Jules Vuy est conseiller aux États en 1857-1859, qu’il quitte pour prendre la fonction de Conseiller d’État à Genève. Il est élu au Conseil national en décembre 1863 lors d’un élection contestée, faisant l’objet d’un recours aux Chambres fédérales connu sous le nom de « recours sur l’élection des vingt-sept maçons tessinois »,. Il est conseiller national jusqu’en décembre 1866 et décide alors de ne pas se représenter.
L’élection de Jules Vuy en 1863 donne un exemple des tiraillements entre protestants et catholiques à Genève, l’opposition à l’ultramontanisme. Dans la Revue, journal fribourgeois, cette élection est « un succès pour les catholiques de Genève », Jules Vuy pourra « faire valoir ses talents et les mettre au service de la bonne cause ». La rédaction du Journal de Genève cite ces lignes puis commente : « le voile est ainsi déchiré sur les intentions véritables qui ont fait porter M. Vuy d’abord au Conseil d’État puis au Conseil des États, et cela avec tant d’opiniâtreté ».

## Engagement social

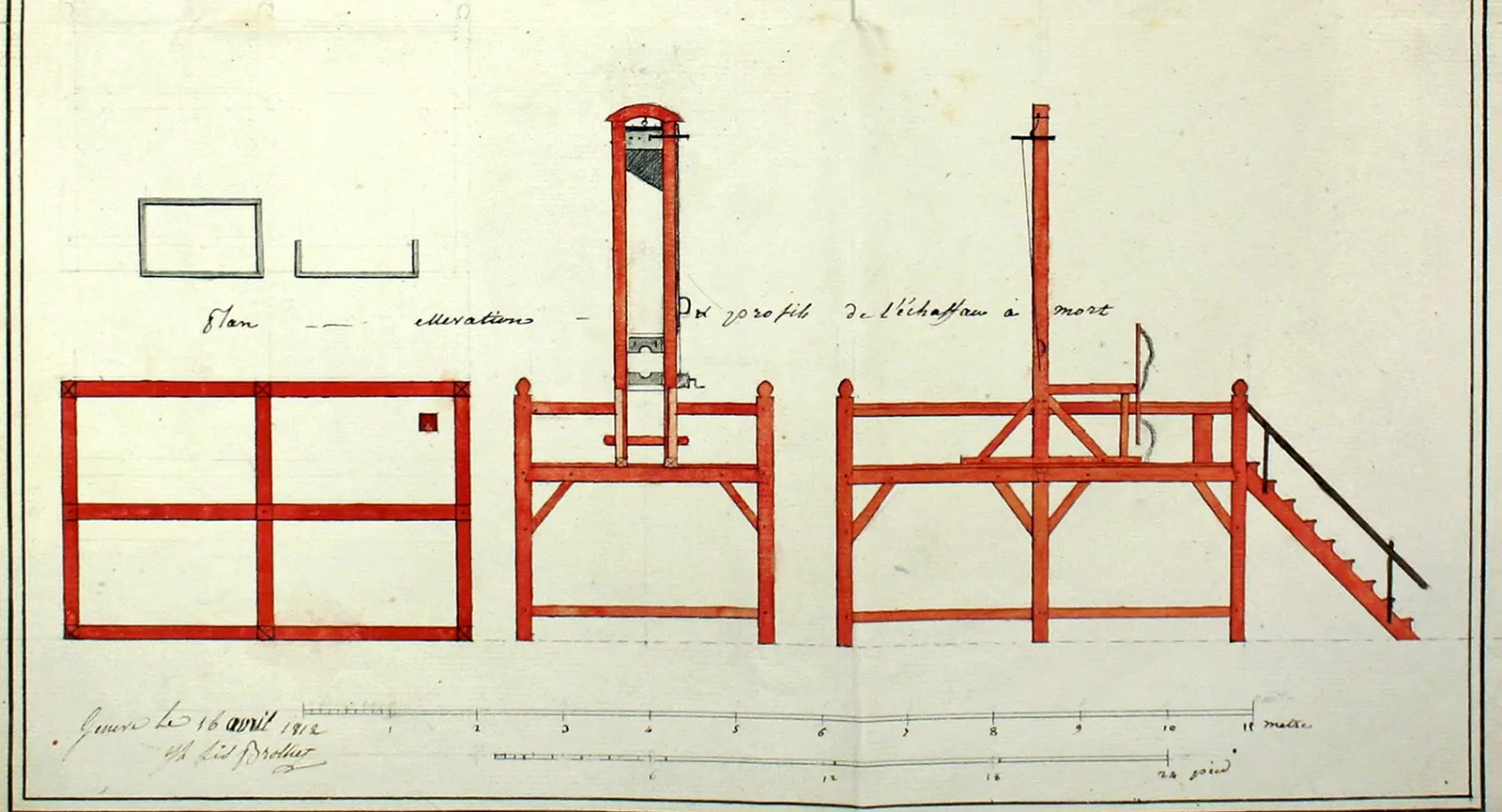
Guillotine de Genève.

Construite en 1857-1859, la Synagogue Beth-Yaacov.

En tant qu’avocat, Jules Vuy s’engage auprès des personnes qu’il défend. Son empathie est manifeste dans les Esquisses et souvenirs qu’il a publiés dès 1886. Un texte concerne deux condamnés qui ont obtenu de travailler en prison comme serrurier et ébéniste et lui ont finalement offert un pupitre en remerciement de ses visites. L’autre texte concerne l’un des derniers condamnés à mort à Genève, Louis-Frédéric Richard guillotiné sur la place Neuve le 11 juin 1850,,. Les notes de Vuy et une brochure intitulée Un nouveau tison arraché du feu ou histoire véritable de la conversion et de la mort de L.-Fréd. Richard, exécuté à Genève le 11 juin 1850 sont conservés à la BGE, avec des notes d'Adélaïde Vuy. Luc Weibel pense que l’origine catholique et savoyarde de Jules Vuy « le rend sans doute sensible au destin de Richard qui, quoique né à Genève, lui apparaît comme un heimathlos (un « sans patrie », selon l’expression du temps utilisée en Savoie et Suisse romande », expression employée pour Richard bien qu’il soit genevois) ; plus généralement il voit Vuy comme « l’avocat, l’humaniste, l’abolitionniste, qui contribue à faire de Richard un homme et fait voir, dans la figure du condamné, l’union du courage et d’une résignation stoïque ». Jules Vuy s’inquiète aussi des conditions d’emprisonnement, en particulier de l’isolement et du silence (sauf pour les visites du chapelain ou de l’avocat), qu’il voit comme une nouvelle forme de torture.
C’est à la suite d’une intervention de Jules Vuy au Grand Conseil que Genève devient en 1857 le premier canton à accorder la citoyenneté aux habitants juifs. Des tentatives avaient déjà eu lieu en 1830, 1832 et 1834 par le député libéral protestant Louis-André Gosse, et en 1833 par le député libéral catholique Théodore Herpin. C’est une loi autorisant la construction d’un temple israélite qui incite Jules Vuy à intervenir : « Il me semble que, au moment où il s’agit d’une Loi où le Canton de Genève accorde gratuitement aux israélites le terrain nécessaire pour l’érection d’un édifice où ils puissent exercer leur culte, nous serions logiques en prononçant en même temps l’abrogation des dispositions intolérantes et iniques qui font du culte juif un obstacle d’accession à la citoyenneté », sa motion est finalement acceptée le 23 mai 1857, non sans soulever un débat juridique et politique, touchant à la Restauration genevoise et aux « aristo-calvinistes ».

## Activité académique, littéraire et d’historien

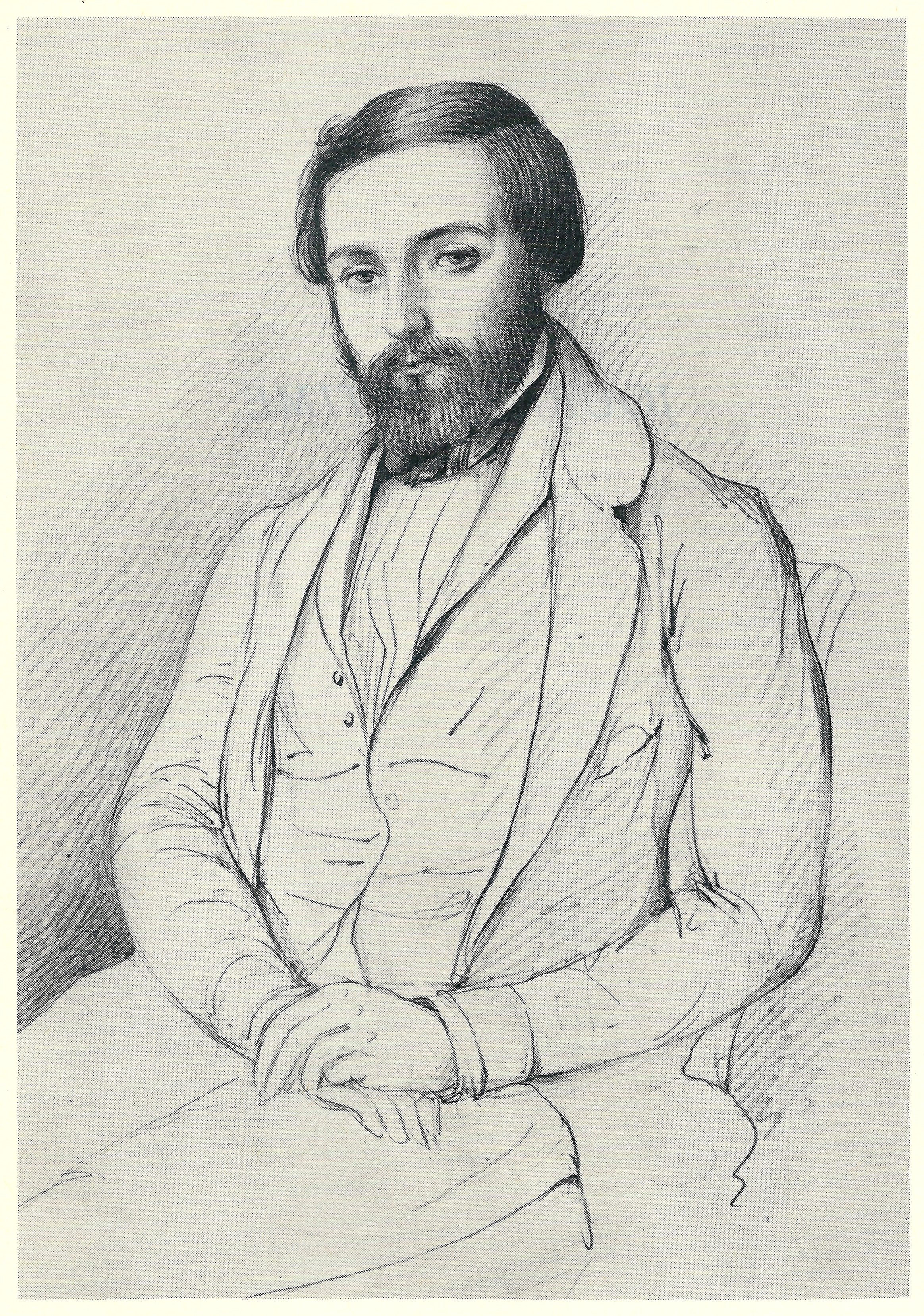
Amiel avant 1851.

Jules Vuy est membre fondateur en 1853 de l'« Institut national genevois » initié par James Fazy. Il en est le vice-président de 1886 à 1891, et préside pendant 20 ans la « Section des sciences morales et politiques » (de 1865 à 1884),. Il est membre du comité de gestion de l’Institut de 1865 à 1892. En 1857, Jules Vuy fait partie des élus d’une commission créée par la « Section des sciences morales et politiques », dont le but est d’organiser à Genève en 1867 un Congrès de la paix et de la liberté. Frédéric Passy fonde la Ligue internationale de la paix en 1867.
Jules Vuy est aussi un écrivain de textes historiques et de poèmes patriotiques. Passionné par l’histoire de Genève, en particulier avant la Réforme, ses études l’amènent à publier d’anciens documents et plusieurs brochures spécialisées. Il présente ses recherches à l’Institut national genevois, et donne des cours ou conférences publiques (par exemple : cinq cours du soir sur la Genève du XIVe siècle en décembre 1867 dans la salle du Grand Conseil ; une séance sur l’histoire de Carouge en janvier 1870 ; sur l’origine du collège de Carouge en septembre 1879). À cette époque, les écrivains catholiques genevois « commencent à sortir de l’ombre, d’abord en la personne du poète Jules Vuy ».
Il a entretenu des relations amicales avec l'écrivain et philosophe Henri-Frédéric Amiel (1821-1881). Il est membre des associations étudiantes des Belles-Lettres et de Zofingue,. Il est membre correspondant de l’« Académie des sciences, belles-lettres et arts de Savoie », membre associé en 1883 de l’« Académie des sciences, belles-lettres et arts de Besançon ». Il est aussi membre, membre associé ou membre correspondant de sociétés d’histoire : de la Suisse romande, générale d’histoire suisse, savoisienne, de la Maurienne, de Saint-Gall, du Comité royal pour l’histoire nationale d’Italie, et des académies et sociétés savantes : du Jura, d’Argovie, d’émulation de l’Ain, chablaisienne, de Val d’Isère, de Cori près Rome, de Palerme. Carouge lui doit la création de la bibliothèque municipale, à laquelle il lègue tous ses livres.

## Publications

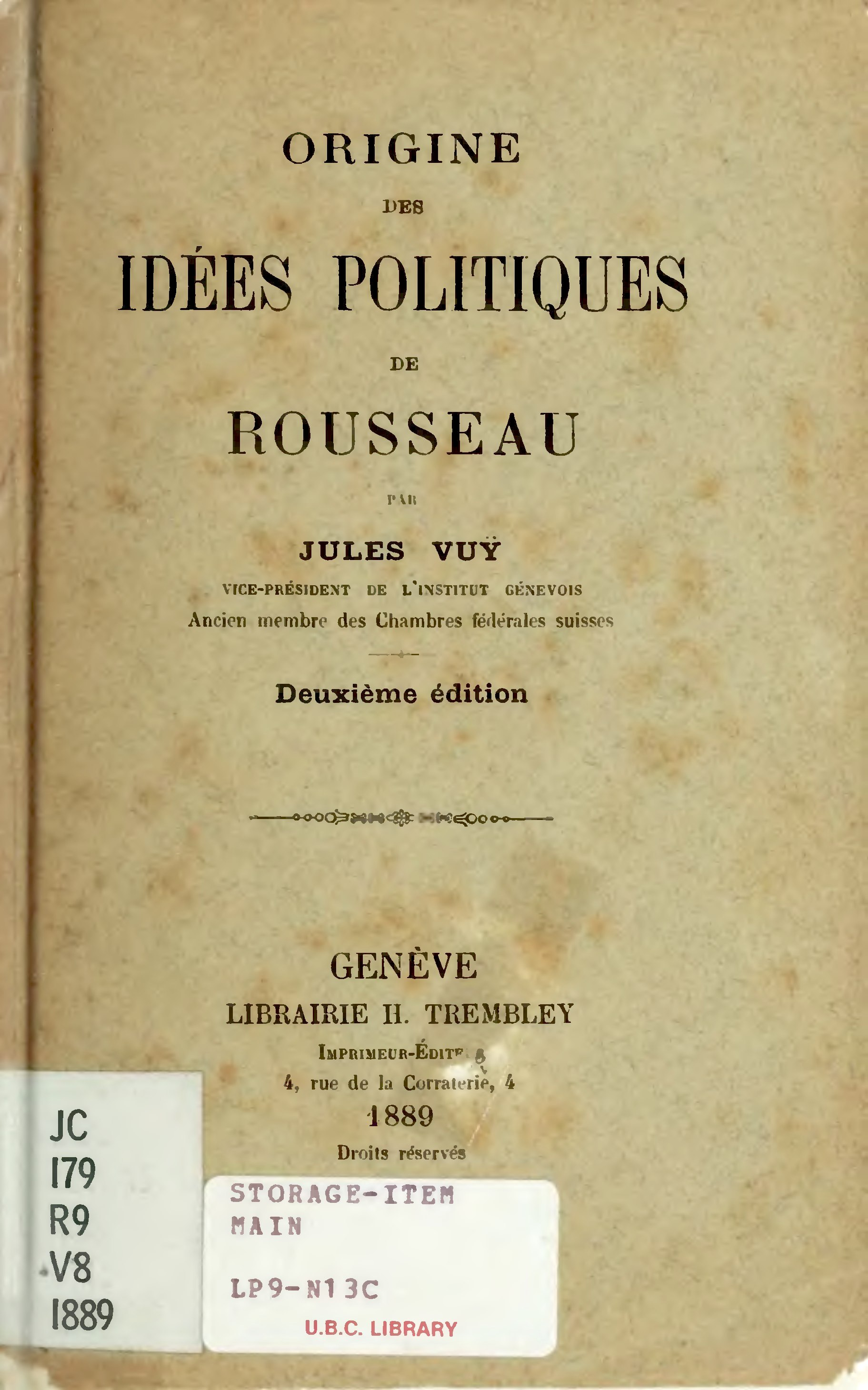
Origine des idées politiques de Rousseau, 1889.

Pour une liste étendue (mais encore incomplète) des documents et textes de Jules Vuy, voir Bulletin de l'Institut national genevois, vol. 34, 1897, pages 355-376.

### Histoire
- (fr + la) Jules Vuy, Convention arbitrale entre l'abbaye de Pomiers et la ville de Cruseille : sentence de Hugues de Genève, seigneur d'Anthon, ratification de ladite sentence par le conseil général de la ville de Cruseilles (1338, 1339) : document inédit avec une vieille traduction française et des notes, 1860, 30 p. (lire en ligne) – Tiré à part des Mémoires de l'Institut National Genevois, 1860
- (fr + la) Jules Vuy, Jugement rendu par Amédée VIII à Ripaille, le 20 juin 1438, entre l'abbaye de Saint-Jean-d'Aulps et les communautés, hommes et habitants du bourg de Samoëns et de plusieurs hameaux du Haut-Faucigny : publié avec un avant-propos et des notes, Genève, Imprimerie et lithographie Vaney, 1862, 11 p. (lire en ligne) – Tiré à part des Mémoires de l'Institut National Genevois, 1861
- (fr + la) Jules Vuy, Les franchises de Châtel en Genevois du 18 mars 1307 : publiées avec un avant-propos, Genève, Imprimerie et lithographie Vaney, 1866, 41 p. (lire en ligne) – Tiré à part des Mémoires de l'Institut National Genevois, 1866
- (fr + la) Jules Vuy, « Chézery : chartes du XIIe siècle : publiées, avec un avant-propos », Mémoires de l'Institut Genevois, Genève, Chez Georg, libraire de l’Institut, vol. XII (1867-1868),‎ 1869, p. 1-18 (lire en ligne, consulté le 22 août 2024)
- Jules Vuy, Les États Généraux de Savoie de l'an 1522, Genève, Imprimerie et lithographie Marc Vaney, 1871, 41 p. (lire en ligne) – Extrait des Mémoires de l'Institut National Genevois, tome XIII, 1871
- (fr + la) Jules Vuy, « Quelques mots sur les Ménaïdes », Indicateur d’antiquités suisses (de), Zürich, J. Herzog, vol. 3,‎ juillet 1877, p. 781-782 (lire en ligne, consulté le 22 août 2024)
- Jules Vuy, Jeanne de Jussie et les sœurs de Sainte-Claire, Genève, Henri Trembley, 1882, 46 p. (lire en ligne) – Associé à la Revue savoisienne, 1881
- Jean Gacy et Jules Vuy (avant-propos), La déploration de la cité de Genève, Genève, Henri Trembley, 1881, II-6 p. (lire en ligne) – Poésie
- Jules Vuy, « Notice sur Albert Richard », Bulletin de l'Institut national genevois, Genève, vol. 24,‎ 1882, p. 524-542 (lire en ligne, consulté le 22 août 2024)
- Jules Vuy, Une chanson sur l'Escalade : publiée avec un avant-propos, Genève, Henri Trembley, 1882, VIII-4 p. (lire en ligne)
- Jules Vuy, Histoire de Ste Catherine : Mugnier, Histoire documentaire de l'abbaye de Sainte-Catherine (près d'Annecy), Chambéry, 1886, Genève?, ?, 1886?, 8 p. (lire en ligne) – Extrait de la Revue savoisienne, 1886
- Jules Vuy, Origine des idées politiques de Rousseau : deuxième édition, Genève, Librairie Henri Trembley, 1889, 258 p. (lire en ligne) – Publié dans le Bulletin de l'Institut national genevois, 23/19, 24/174, et 25/275, 1877-1882. Diverses éditions.
  - Jules Vuy, Origine des idées politiques de Rousseau, Genève, Slatkine, 1970, XVII-258 p. – Reproduction de la 2e éd. de 1889

### Souvenirs

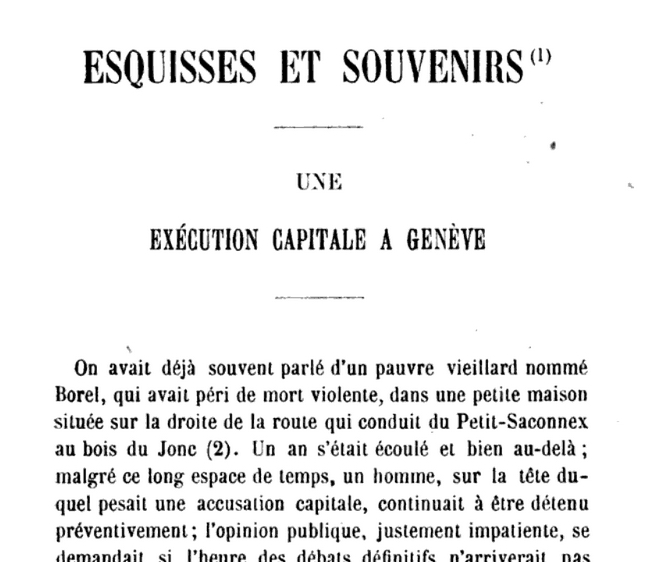
Une exécution capitale à Genève.

- Jules Vuÿ, « Le sept octobre : Esquisses et souvenirs », Revue de Genève,‎ 1886 – Il s'agit du soulèvement du 7 octobre 1846, un moment clé de la « révolution radicale », qui mènera à la constitution de 1847 et au gouvernement de James Fazy[56]
- Jules Vuy, « Deux condamnés : Esquisses et souvenirs », Bulletin de l'Institut national genevois, vol. 28,‎ 1888, p. 379-393 (lire en ligne, consulté le 22 août 2024)
- Jules Vuy, « Une exécution capitale à Genève : Esquisses et souvenirs », Bulletin de l'Institut national genevois, vol. 29,‎ 1888, p. 15-44 (lire en ligne, consulté le 23 août 2024) – Ce texte est aussi une plaidoirie contre la peine de mort
- Jules Vuy, « Vieux souvenirs », Almanach de la Suisse romande, vol. 44,‎ 1893 – Mentionné dans la Tribune de Genève du 6 novembre 1892[57]

Publiés post mortem
- Jules Vuÿ, « Souvenirs personnels : Mes premiers pas dans la voie de la publicité littéraire », Bulletin de l'Institut national genevois, vol. 34,‎ 1897, p. 339-352 (lire en ligne, consulté le 21 août 2024) – Dans le Bulletin de l'Institut national genevois[58], précédé par le discours d’Eugène Ritter (de) et suivi d’informations biographiques
- Jules Vuy, Mes années d'enfance et d'études : Esquisses et souvenirs, Genève, Librairie Trembley frère et sœur, 1903, 45 p.

### Poésie
- [Jules Vuy], Le Rhin suisse, Lausanne, M. Ducloux, [ca 1842], 4 p. – Lu à Lausanne le 5 janvier 1842
- Jules Vuy, « Le Rhin suisse », dans Eugène Rambert, Les Alpes suisses (quatrième série), bibliothèque numérique romande, 2017, 285 p. (lire en ligne), p. 274-275
- Jules Vuy, Échos des bords de l'Arve : poésies, Genève ; Paris, J. Cherbuliez, 1850, VIII-176 pages (lire en ligne) – En ligne : la deuxième édition, 1859
- Jules Vuy, Échos des bords de l'Arve : Troisième édition considérablement augmentée et suivie de pièces mises en musique, Genève ; Bâle ; Lyon, H. Georg, 1873, 191+200 pages (lire en ligne) – En ligne : le premier volume seulement
- Jules Vuy, Nouveaux échos des bords de l'Arve, Genève, Impr. Grosset et Trembley, 1878, 92 p. – Contient : « Clotilde », et diverses poésies

#### Extraits deLe Rhin suissede 1842
« Il est à nous le Rhin. – Voyez-le, dans sa course,

Bondir et s’élargir en sortant de sa source,

Au pied du Saint-Gothard il est né souverain ;

Mais là-bas, mais là-bas, son onde insaisissable

Va se perdre ignorée et mourir dans le sable :

Il est à nous le Rhin. »

#### Extraits du recueilÉchos des bords de l'Arvede 1850
Échos des bords de l'Arve,

« Voici notre Léman, Saint-Pierre et ses clochers,

Les Voirons. le Salève aux bleuâtres rochers ;

Voici cette nature aimée. enchanteresse.

Ce sol de mon pays, ce ciel de ma jeunesse:

L'Arve au cours sinueux se déroule là-bas :

Je crois lire ma vie écrite à chaque pas ! »

« Halte dans les Alpes

Non loin de ces rochers, lorsque nous nous assîmes,

Des Alpes au soleil brillaient toutes les cimes;

L'air était frais et pur sous le plus beau des cieux,

Les orages muets, les vents silencieux.
Et nous causions au pied d'un mélèze sauvage,

Contemplant tour à tour le lac et son rivage.

Les pics neigeux des monts, les verdoyants coteaux,

Et ces sapins hardis qui pendaient sur les eaux.
Soudain tu t’écrias, d'une voix attendrie :

« Terre des nobles cœurs, sois heureuse, ò patrie !

Et qu'à l'ombre de Dieu ton destin abrité,

Dans toute sa fraîcheur garde ta liberté ! »
Je les entends encor ces vœux d'une âme pure...

- Cependant j'admirais notre grande nature,

Et, comme il sied toujours à des Suisses chrétiens,

J'implorais le Seigneur, joignant mes vœux aux tiens. »

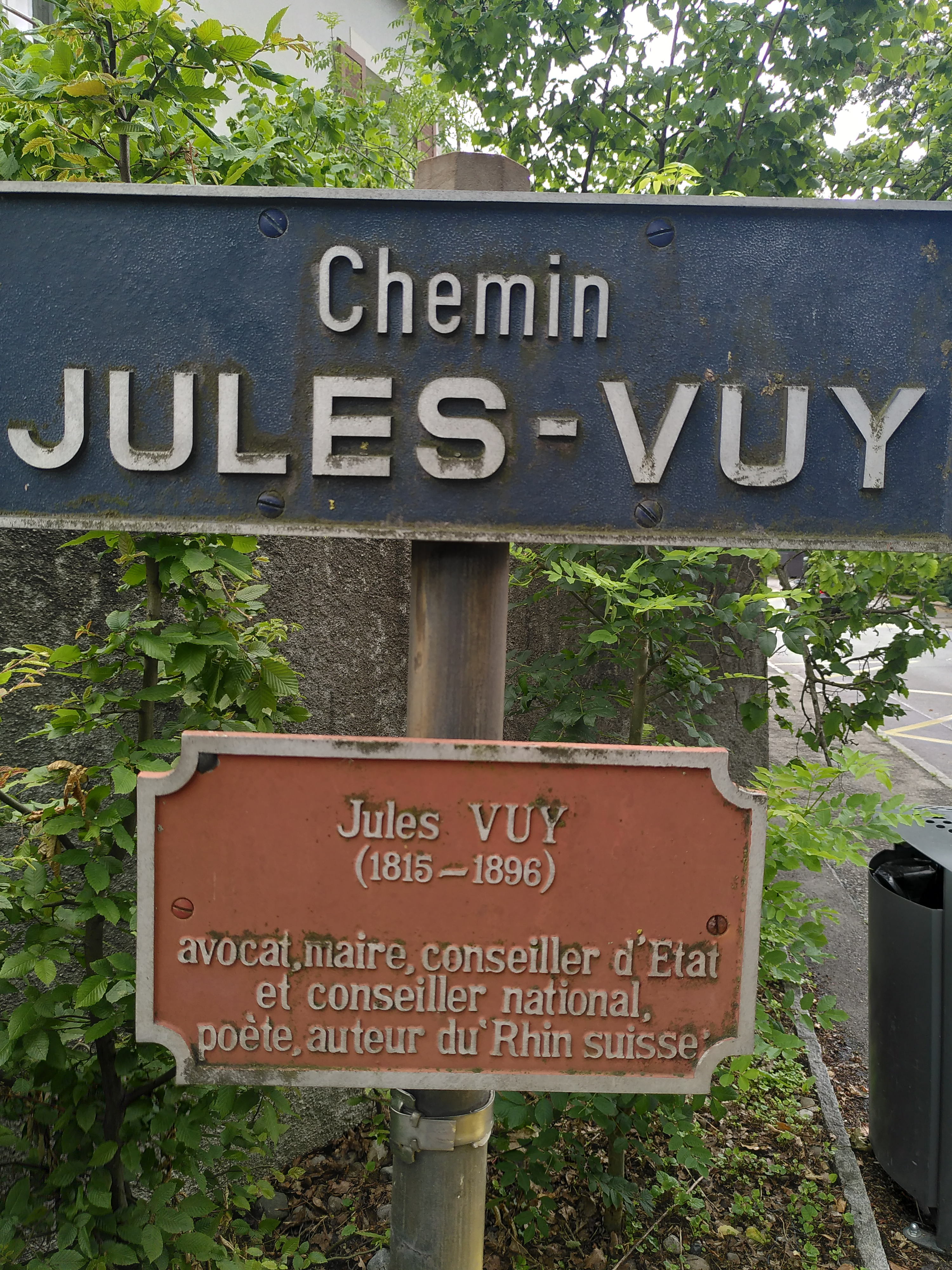
Chemin Jules-Vuy à Carouge.

## Hommages
Jules Vuy aurait partagé en 1879 un prix de poésie « Marcelin-Guérin » de l’Académie française, avec le thème « La Poésie des sciences ».
Il reçoit en 1884 le titre de « chevalier de la Couronne d’Italie », sur la proposition de la Société d’histoire du Royaume.
La ville de Carouge donne son nom au Chemin Jules-Vüy en 1981. Il est inscrit sur la plaque historique : « Jules VUY (1815-1896) – avocat, maire, conseiller d’État et conseiller national, poète, auteur du ‘Rhin suisse’ ».

### Travaux d’étudiants
- Stéphane Beer, Les brochures de 1780 à 1900 du fonds Jules Vuy, Genève, École de bibliothécaires, 1958, 11 p. - École sociale, cote Dir. 1936[62]
- Marie-Thérèse Clavenna, Analyse d’une collection de pièces d’archives relatives à l’histoire de la Savoie et de Genève, à la fin du XVIe siècle et au début du XVIIe siècle (Fonds Jules Vuy à la Société catholique d’histoire), Genève, École de bibliothécaires, 1951, 90 p. - AEG, cote Ms. hist. 314 ; École sociale, cote Dir. 1165 bis[62]
- Myriam Favre, Bibliographie et classement de la collection Blavignac imprimée et manuscrite au fonds Vuy, Genève, École de bibliothécaires, 1962, 59 p. - BPU, cote Zx 120/11 ; École sociale, cote Dir. 1266[62]
- Marie-Claude Loup-Micheli, Classement et catalogue de la correspondance adressés à Jules Vuy, Genève, École de bibliothécaires, 1970, 29 p. - BPU, cote Zx 120/206 ; AEG, Bibliothèque 86/Gm/10[62]

## Archives
Les archives et documents de Jules Vuy se trouvaient mélangés avec les archives propres du Vicariat épiscopal de Genève. Ce fonds Vuy a été réparti entre plusieurs institutions.
- À la Bibliothèque de Genève en 1968 : les manuscrits et une partie de la bibliothèque ainsi que le fonds Blavignac et des brochures ;
- à la bibliothèque municipale de Carouge : des ouvrages de la collection de Jules Vuy ;
- aux Archives d'État de Genève : les documents historiques ne concernant pas l'histoire de l'Église ;
- à la Société d'Art publique (devenue « Patrimoine suisse Genève ») : des publications historiques.

### Bibliothèque de Genève
Fonds : Papiers Jules Vuy (1366-1976) [4,2 mètres linéaires].  Cote : CH BGE Ms. fr. 4661-4723. Genève : Bibliothèque de Genève (présentation en ligne). – Papiers personnels, correspondances, œuvres, papiers scientifiques, mémoires et journaux, collections d'autographes et de documents. Archives de famille, correspondances et papiers concernant en particulier Auguste (1781-1844), Alphonse (1813-1850) et Adelaïde Vuy (née en 1853).

### Bibliothèque municipale de Carouge
Fonds ancien Jules Vuÿ (1591-1888) [70 mètres linéaires, 1 000 volumes]. Carouge : Bibliothèque municipale (présentation en ligne). – Catalogue commenté en ligne.

### Archives d'État de Genève
Nombreuses mentions de Jules Vuy au catalogue des Archives d'État de Genève, en particulier dans le fonds du Vicariat épiscopal
- Fonds : Vicariat épiscopal de Genève - Église catholique romaine de Genève.  Cote : ECRG. Genève : Archives d'État de Genève (AEG).
  - Série : Recherche et manuscrits de Jules Vuy (1800-1930) [23 chemises]. Fonds : Vicariat épiscopal…; Cote : ECRG 13. AEG.
  - Série : Travaux sur Saint-François de Sales et Madame de Charmoisy (1590-1814) [119 documents]. Fonds : Vicariat épiscopal…; Cote : ECRG 14. AEG.
  - Série : Actes notariés et documents officiels réunis par Jules Vuy (1417-1875) [112 chemises]. Fonds : Vicariat épiscopal…; Cote : ECRG 15. AEG.
  - Série : Carrière d'avocat et en politique de Jules Vuy (1861-1878) [5 chemises et un volume]. Fonds : Vicariat épiscopal…; Cote : ECRG 16. AEG.
  - Série : Relation de Jules Vuy avec des institutions et sociétés (1833-1884) [7 chemises]. Fonds : Vicariat épiscopal…; Cote : ECRG 17. AEG.
  - Série : Famille Vuy (1834-1876) [4 chemises]. Fonds : Vicariat épiscopal…; Cote : ECRG 18. AEG.
  - Série : Correspondance Jules Vuy (1841-1899) [4 chemises]. Fonds : Vicariat épiscopal…; Cote : ECRG 19. AEG.